# Atari 810

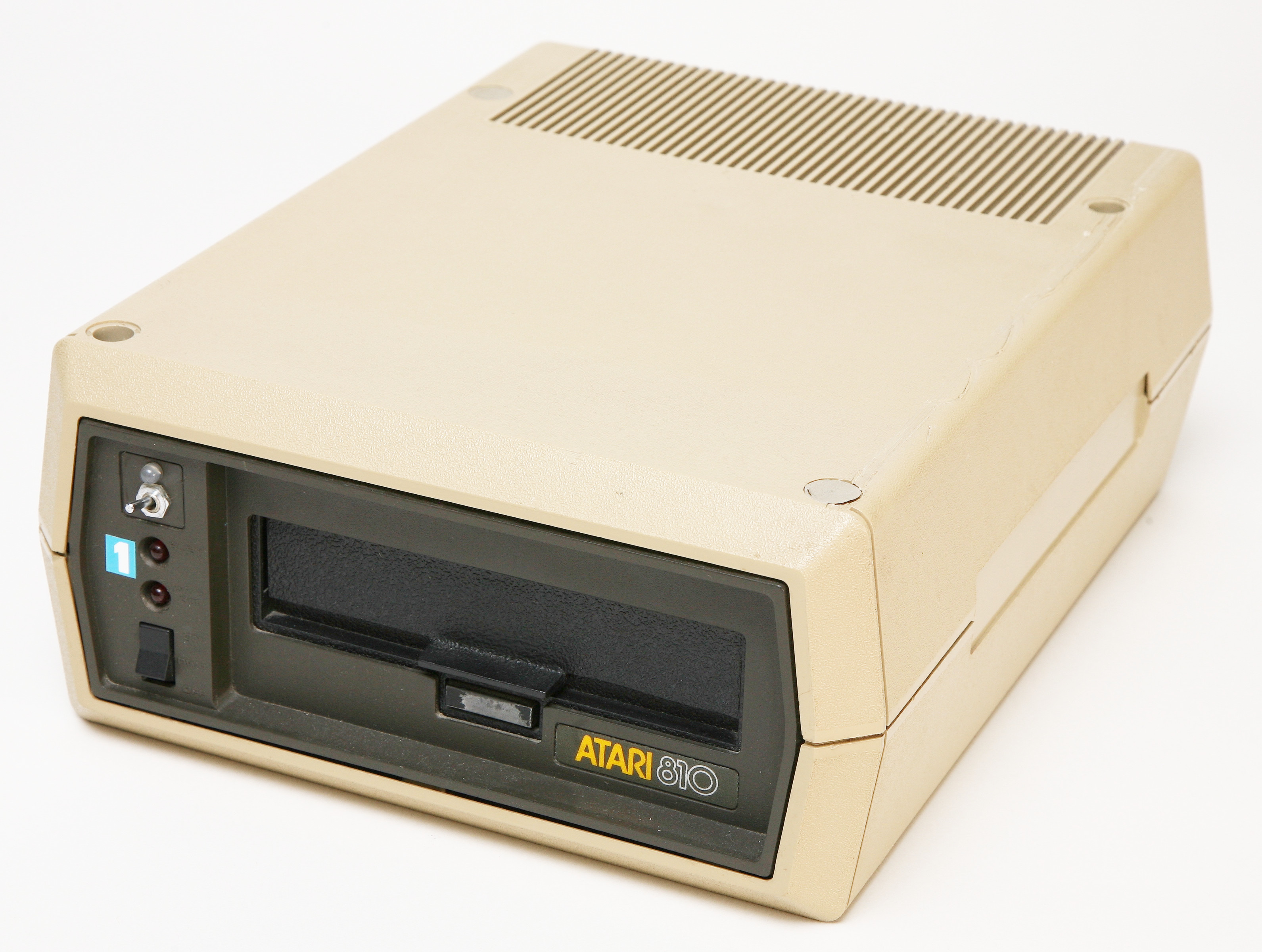
Uma unidade de disco flexível Atari 810 com um botão de abertura de porta desgastado. O interruptor de alternância no canto superior esquerdo é uma modificação do usuário.

O Atari 810 é a unidade de disco flexível oficial para os Atari 400 e 800, os dois primeiros modelos dos computadores Atari de 8 bits. Foi lançado pela Atari, Inc. em 1980.
A unidade de densidade simples fornece 90 kB de armazenamento. O 810 tem uma taxa de transferência de dados de 6 kb/s na maioria dos casos e vários problemas de confiabilidade. Melhorias de terceiros, como o Happy 810 [en], abordam esses problemas, assim como unidades de reposição como o Indus GT [en], que oferecem mais armazenamento e outros recursos.
Ao mesmo tempo que o 810, a Atari anunciou o Atari 815 de densidade dupla, permitindo 180 kB por disco, com duas unidades em um único gabinete. Ele nunca entrou em produção em massa, e apenas um pequeno número chegou ao mercado.
O 810 foi substituído pelo Atari 1050 [en] com o lançamento das máquinas da série XL em 1983. O 1050, por sua vez, foi substituído em 1987 pelo XF551 [en], que possui um modo de dupla face e densidade dupla de 360 kB.

## História

### Atari vs. Apple

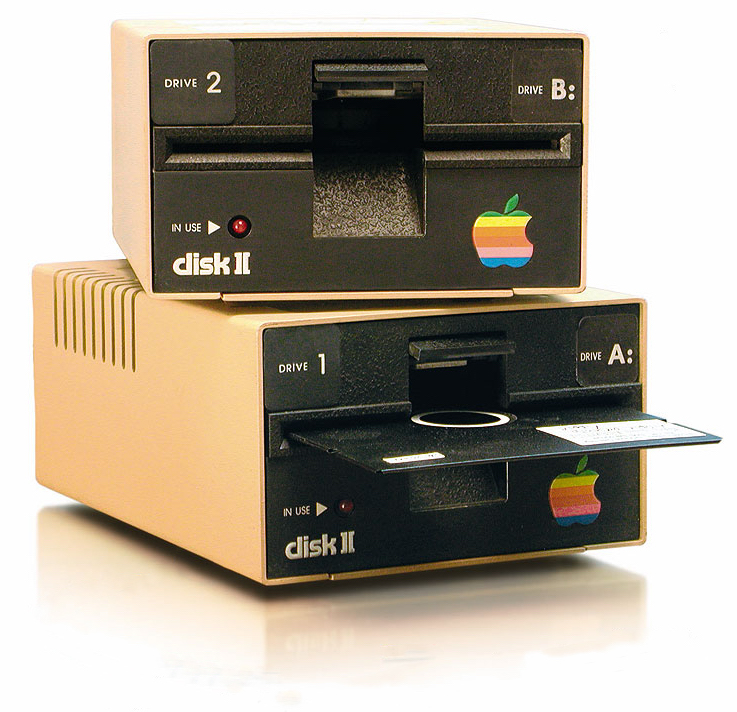
Um par de unidades en, que podem ser acionadas a partir de um único cartão de expansão no Apple II.

As máquinas que surgiram como os computadores Atari de 8 bits foram originalmente projetadas como parte de um projeto para desenvolver um chipset de driver para um novo console de jogos. Durante o desenvolvimento dos chips, o Apple II tornou-se muito popular e impulsionou a Apple Computer a realizar uma das maiores ofertas públicas iniciais de sua época. A Atari, recém-adquirida pela Warner Communications, nomeou Ray Kassar como CEO em março de 1978. Ele decidiu redirecionar o chipset para o emergente mercado de computadores domésticos para competir com a Apple.
Uma das principais razões para o sucesso do Apple II foi o Disk II [en], lançado em junho de 1978 por um preço muito baixo para a época, $495 dólares ($2.313 em 2023) mais a placa de interface. A interface foi baseada em um sistema que Steve Wozniak havia construído enquanto trabalhava na Hewlett-Packard para controlar uma unidade de disco flexível Shugart Associates SA-400. Steve Jobs negociou com a Shugart um mecanismo de unidade simplificado por $100 dólares; a Shugart respondeu enviando 25 protótipos de um novo modelo chamado SA-390. O controlador de Woz forneceu os elementos que a Shugart havia removido, permitindo que duas unidades fossem controladas por uma única placa. O sistema resultante operava a 15 kb/s, tornando-o mais rápido que os designs concorrentes da época.

### Novo design
As novas máquinas Atari enfrentaram um desafio: a Comissão Federal de Comunicações (FCC) havia introduzido normas rígidas para lidar com a interferência causada por sistemas conectados a televisões. Essas regras exigiam testes longos e custosos para qualquer novo produto e seus acessórios. A Apple contornou isso ao não se conectar diretamente a televisões; um terceiro vendia o modulador de RF necessário, isentando a Apple dos testes. A Atari, porém, queria um sistema plug-and-play conectado diretamente à TV, como o Atari VCS. Isso eliminou a possibilidade de slots de expansão para equipamentos externos, como no Apple, pois as aberturas seriam difíceis de blindar contra vazamento de RF.
Isso resultou na introdução do barramento serial  SIO, que permitia conectar dispositivos em encadeamento em margarida (comumente conhecido pelo termo em Inglês "Daisy chain") a uma única porta. O uso de cabos facilitava a blindagem exigida, mas exigia que os dispositivos externos tivessem circuitos de interface normalmente localizados em uma placa de expansão interna, aumentando sua complexidade e custo. Para minimizar isso, a Atari utilizou chips MOS 6507 [en] descartados da linha de produção do VCS. A empresa comprou grandes quantidades desses chips da Synertek, classificados para 1 MHz, mas muitos funcionavam a 1,1 MHz, usado no VCS. Os que não alcançavam essa velocidade eram armazenados. Já pagos e essencialmente gratuitos, eram ideais como microcontroladores de baixo custo no 810.
As unidades Atari chegaram ao mercado quase dois anos após a Apple, aproveitando melhorias rápidas na indústria. Destacou-se a entrada de fabricantes como Alps Electric e Micro Peripherals Inc (MPI). A Atari fechou um acordo com a MPI para seus mecanismos e desenvolveu um controlador próprio, combinando o 6507 a 500 kHz com o controlador de codificação FM [en] Western Digital FD1771.
Apesar dos esforços para reduzir custos, o 810 custava $599 dólares em 1979, mais caro que o Disk II. Era também mais lento; embora o barramento SIO operasse a 19,2 kb/s, a taxa efetiva era cerca de 6 kb/s, contra 15 kb/s do Disk II. Isso limitou seu uso no mercado empresarial, onde aplicativos como VisiCalc não competiam com o Apple II ou o Commodore 64.
Em 1982, uma revisão da InfoWorld sobre uma substituição de terceiros descreveu o 810 como "barulhento, lento e ineficiente para os padrões atuais, com problemas de confiabilidade", destacando sons como "quase doente, os gemidos e rangidos eram intensos". Brian Moriarty, na ANALOG Computing, notou sua "regulação de velocidade notoriamente ruim" a 288 RPM (o padrão era 300 RPM). Garry Francis, na Page 6, observou que a velocidade variava com o tempo, tornando discos ilegíveis sem ajustes. Programas como Snail e Drive RPM ajudavam a corrigir isso.
As primeiras unidades vinham com Atari DOS [en] 1.0 (DOS I), substituído pelo DOS 2.0S em 1981.

### 815
Durante a introdução das máquinas de 8 bits, surgiram os primeiros controladores de densidade dupla MFM, dobrando a capacidade para 180 kB. Propagandas iniciais destacavam o 815, com duas unidades em um gabinete usando MFM. Custava $1.495 dólares.
Por razões desconhecidas, o 815 não foi produzido em massa. Poucas unidades, feitas manualmente com drives Tandon [en] em 1980, foram enviadas a partir de junho, mas a produção em escala nunca começou. Ele apareceu em listas de preços até 24 de agosto de 1981.
Para suportar a maior capacidade de armazenamento, as unidades utilizavam uma versão modificada do DOS 2.0, chamada 2.0D. O controlador, projetado sob medida, suportava apenas o formato MFM, o que tornava o 815 incompatível com os discos usados no 810.

### Atualizações de terceiros
Empresas terceirizadas, ao explorar as capacidades do sistema 810, logo demonstraram que a velocidade de 19,2 kb/s das comunicações SIO podia ser facilmente duplicada. Posteriormente, descobriu-se que essa velocidade não era uma limitação da porta SIO, mas sim da capacidade máxima do analisador lógico disponível no laboratório onde o sistema estava sendo desenvolvido. Dentre os diversos produtos lançados, o mais conhecido foi o Happy 810 [en], introduzido em 1982. Esse dispositivo incluía um buffer capaz de armazenar em cache uma trilha completa de dados, e, combinado ao software Warp Speed, triplicava o desempenho de leitura, tornando-o altamente competitivo em relação ao Apple II.
Os problemas de desempenho e confiabilidade do 810 também abriram espaço para um mercado florescente de unidades de terceiros, como o Rana 1000 e o Indus GT [en], acompanhados de uma ampla gama de substitutos para o Atari DOS. A combinação de uma dessas unidades com um DOS alternativo proporcionava maior desempenho e, frequentemente, suporte verdadeiro à densidade dupla. Como o formato de densidade dupla fora estabelecido pelo 815 em 1980, essas unidades adotaram esse padrão como base para seus discos.

### Substituição

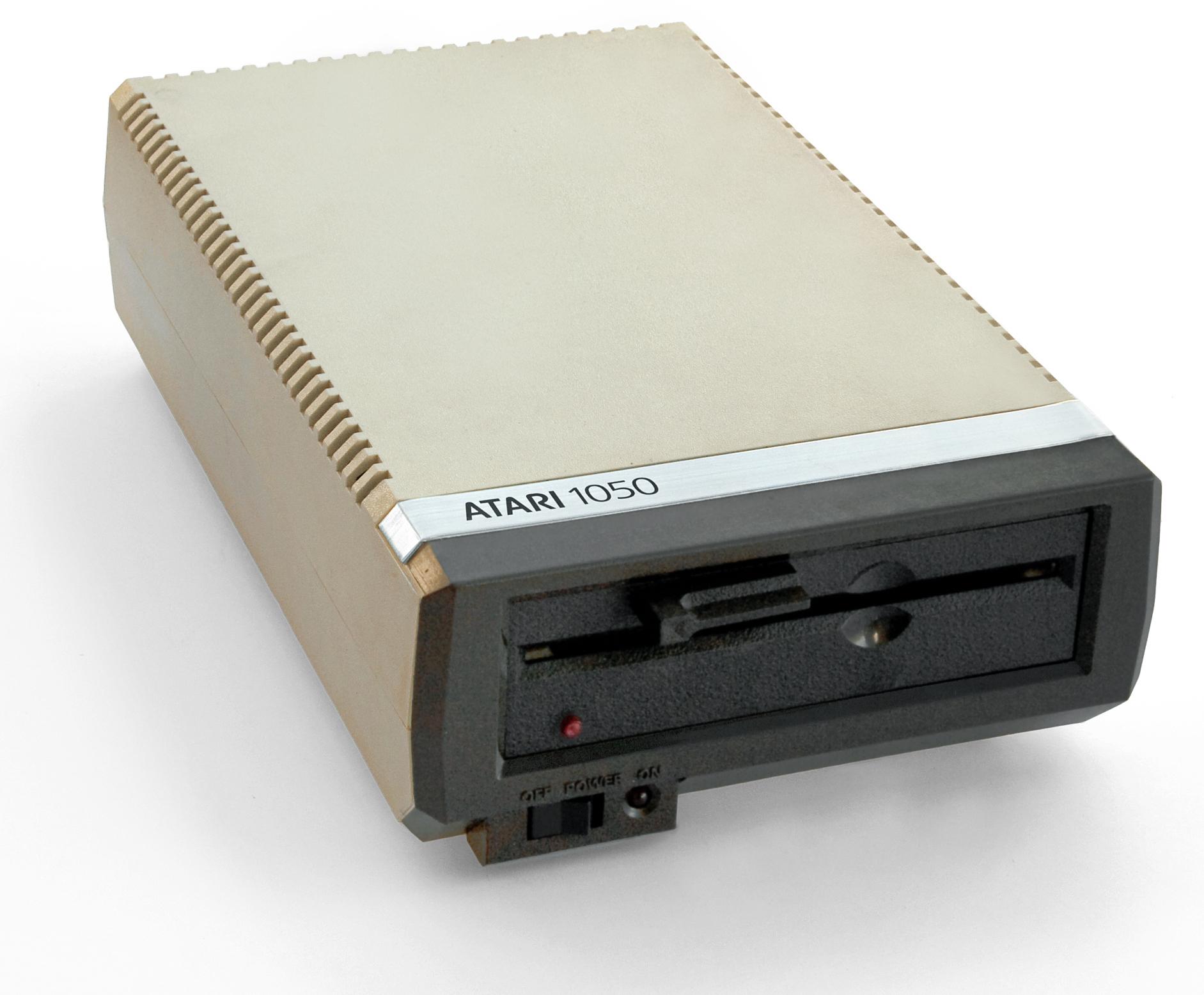
O 1050 substituiu o 810 em 1983, apresentando um design mais compacto e maior capacidade de armazenamento.

Em abril de 1982, a Atari iniciou o desenvolvimento de versões aprimoradas da série de 8 bits, inicialmente chamadas de Sweet 8 e Sweet 16. Alterações nos planos resultaram no lançamento de apenas um desses projetos, o 1200XL. Apesar de não trazer "inovações genuínas", a mudança mais significativa foi a introdução de uma nova linguagem de design [en] por Regan Cheng, utilizando plásticos em tons de branco-sujo e preto com detalhes em metal escovado nos interruptores e acessórios. Isso culminou no lançamento de uma linha de periféricos com estilo correspondente, incluindo inicialmente o deck de cassetes Atari 1010 [en], o plotter Atari 1020 [en] e as impressoras 1025.
Quando o 1200XL foi apresentado no Consumer Electronics Show de inverno, em dezembro de 1982, não havia indícios de uma nova unidade de disquete. Um revisor observou que, ao procurar, só encontrou os "velhos e desajeitados modelos 810" e previu que "veremos uma nova unidade da Atari nos próximos seis meses". A previsão se confirmou: em junho de 1983, o 1200XL chegou ao mercado acompanhado do novo Atari 1050 [en], que oferecia a opção "aprimorada" ou "densidade dupla", elevando a capacidade formatada para 130 kB — embora o DOS só tenha sido atualizado para suportá-la algum tempo depois. O 1050 rapidamente substituiu o 810 no mercado.

## Descrição

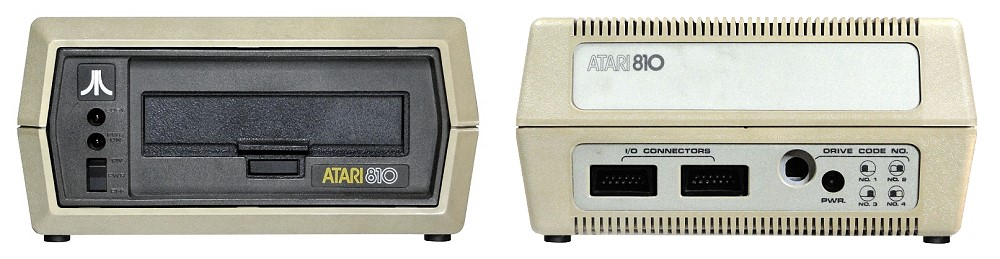
A frente contava com o interruptor de energia e LEDs de energia e acesso. A traseira possuía, da esquerda para a direita, duas portas SIO, um interruptor para selecionar o número da unidade e o conector de energia.

O gabinete do 810 foi projetado por Roy Nishi e Russ Farnell. Ele era composto por seções idênticas em forma de C na parte superior e inferior, com quatro pequenas reentrâncias circulares gravadas no corpo, onde pés de borracha eram fixados na base durante a montagem. Esse design permitia que os pés de uma unidade se alinhassem naturalmente sobre os círculos vazios da unidade abaixo, garantindo um empilhamento estável. Na frente, havia um interruptor de energia semelhante ao usado no computador e na maioria dos periféricos da linha. A unidade consumia cerca de 20 W e, por isso, costumava ser desligada quando não estava em uso. Dois LEDs na frente indicavam o funcionamento: um acendia quando a energia estava ligada, e o outro piscava durante o acesso ao disco. Na parte traseira, havia duas portas SIO para conexão em cadeia, um conector circular para a fonte de alimentação externa e dois interruptores de pino para selecionar o número da unidade, de 1 a 4.
Com o tempo, a unidade recebeu várias melhorias. O 810 original enfrentava problemas de regulação de velocidade e tinha capacidade limitada para diferenciar pulsos de clock e dados em alguns discos. A partir de 1 de setembro de 1981, todos os novos 810 passaram a seguir o padrão "DS" (Separador de Dados), identificável por um adesivo. Essas versões incluíam uma Placa Externa de Separação de Dados conectada ao soquete do chip FD1771, aumentando a distinção entre os sinais e melhorando a confiabilidade de leitura. Também houve tentativas de corrigir os problemas de controle de velocidade do motor, o que exigiu a substituição da Placa Lateral e o aumento da tensão do circuito para 12 V. Como a fonte original de 9 V foi mantida, a conversão demandava mais energia para oferecer uma segunda saída de 12 V, elevando o consumo médio de 20 W para 30 W. Essa atualização foi disponibilizada aos proprietários de modelos anteriores.
Em novembro de 1981, uma nova melhoria foi oferecida com a ROM da versão C, que ajustava o layout dos setores durante a formatação, aumentando o desempenho de leitura em até 20%, em média. Assim como o DS, essa ROM também foi oferecida aos usuários existentes. A partir de fevereiro de 1982, a linha passou a adotar a versão "810M Analog", que introduziu uma nova Placa de Fonte de Alimentação com um tacômetro, resolvendo definitivamente os problemas de velocidade, além de substituir diversos componentes para aumentar a confiabilidade.
Os mecanismos originais da MPI utilizavam um sistema único de porta deslizante vertical, com molas que a mantinham normalmente aberta na posição superior, expondo o slot do disco. Uma extensão em forma de alça permitia ao usuário puxá-la para baixo até travar. Um botão liberava a trava, fazendo a porta abrir. Em novembro de 1982, o mecanismo foi substituído por um da Tandon [en], chamado "810T Analog". A principal mudança externa foi a substituição da porta de empurrar e levantar por uma trava simples de girar para abrir. Fora isso, a unidade era idêntica ao 810M.
Os discos eram formatados com 40 trilhas (48 trilhas por polegada), contendo 18 setores por trilha, totalizando 720 setores por disco. Cada setor armazenava 128 bytes, resultando em uma capacidade total de 92.160 bytes por disco (90 kB). Modelos posteriores com a ROM C e algumas atualizações de terceiros adotaram um layout de setores escalonado, reduzindo o tempo de busca e melhorando o desempenho de leitura em até 30% em relação ao formato original. A unidade ignorava o furo de alinhamento, eliminando a necessidade de discos "flippy" com dois furos para usar o lado oposto. No entanto, respeitava o entalhe de proteção contra gravação, exigindo um novo entalhe ou atualizações para ignorá-lo ao usar o verso do disco.

### Citações
1. ↑  Galbraith, Tim (10 de dezembro de 2020). «The worst trade ever? Seven investors who sold Apple stock on the IPO day.». Fast Company
2. ↑  Lendino 2017, p. 19.
3. 1 2  Tekla & Wallich 1985.
4. ↑  Goldberg & Vendel 2012, p. 466.
5. ↑  «Interview with Joe Decuir». Atari Museum
6. ↑  Savetz 2016, ...uma sala enorme cheia de dispositivos de 1 MHz, mas não de 1,1 MHz. Então, é isso que eles colocaram nos periféricos, eram 6507 que tinham sobrando....
7. 1 2 3 4 5 6 7 8 9 10  Current 2021, p. 3.2.1.
8. ↑  Lendino 2017, p. 37.
9. ↑  DeWitt, Robert (26 de julho de 1982). «Percom double-density disk drive for Atari micros». InfoWorld. p. 48
10. 1 2  Moriarty 1983a, p. 94.
11. 1 2  Francis 1987, p. 54.
12. ↑  Kramer, Dan (1980). Atari Engineering Notebook. [S.l.]: Atari. pp. 7–9
13. ↑  Current 2021, p. 3.2.1, 7.3.1.
14. 1 2  Current 2021, p. 3.2.4.
15. ↑  Blank, George (Outubro de 1980). «Outpost Atari». Creative Computing. p. 174
16. ↑  Current 2021, p. 7.3.1.
17. ↑  Moriarty 1983, p. 82.
18. ↑  Clausen 1985, pp. 40–45.
19. ↑  «Atari introduces the 1200XL computer» (Nota de imprensa). New York: Atari, Inc. PR Newswire. 13 de dezembro de 1982
20. 1 2 3  Anderson 1983, p. 116.